# Eddie Villanueva

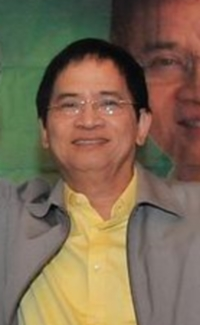
Villanueva in 2009.

Eduardo "Eddie" Villanueva (Bocaue, 6 oktober 1946) is a Filipijns religieus leider met politieke aspiraties. Villanueva, die beter bekendstaat als Brother Eddie is de oprichter en leider van de Jesus is Lord Church. Bij de verkiezingen van 2004 en de verkiezingen van 2010 deed Villanueva mee aan de verkiezingen voor president van de Filipijnen. In 2004 eindigde hij op de vijfde en laatste plaats en in 2010 was hij vijfde van acht kandidaten.
Villanueva trouwde met Dory Villanueva en kreeg met haar vier kinderen. Hun oudste zoon was Jon-Jon Villanueva jr. was burgemeester van Bocaue, dochter Joni Villanueva-Tugna, is zangeres en tv-presentatrice. Zoon Joel Villanueva was van 2002 tot 2010 lid van het Filipijns Huis van Afgevaardigden en werd in 2016 gekozen in de Senaat van de Filipijnen.